# 米安·伊夫蒂哈尔丁
米安·伊夫蒂哈尔丁（1907年4月8日—1962年6月6日），巴基斯坦政治人物和社会活动家。原印度国大党党员，后加入全印穆斯林联盟，在穆罕默德·阿里·真纳的领导下为筹建巴基斯坦的事业而工作。是“中国人民的老朋友”之一。

## 人物生平
伊夫蒂哈尔丁1907年生于英属印度的拉合尔，他的叔叔米安·穆罕默德·沙菲爵士是全印穆斯林联盟的创始人之一。他毕业于艾奇逊学院和牛津大学。在1937年加入当时尼赫鲁和甘地领导的印度国民大会党，1940年成为旁遮普省议会议长，任职至1945年。1937年，他在向尼赫鲁介绍克什米尔领导人谢赫·阿都拉时发挥了重要作用。
伊夫蒂哈尔丁一开始反对穆斯林联盟和拉合尔决议并宣称“任何破坏印度统一精神的企图都是对千年历史的背叛。”不过，到1942年，他开始支持这一决议。1945年，伊夫提哈鲁丁退出国大党，加入了穆斯林联盟。巴基斯坦独立后他当选为旁遮普省穆斯林联盟的第一任主席，在政府任职。
1947年，他和时任自由克什米尔自治邦总统萨达尔·易卜拉欣汗就克什米尔冲突交换了意见。
1947年10月初，谢赫·穆罕默德·阿卜杜拉出狱后，伊夫蒂哈尔丁再次前往斯利那加，劝说谢赫·阿卜杜拉加入巴基斯坦，谢赫·阿卜杜拉同意会见巴基斯坦领导人，并陪同他前往拉合尔。然而，真纳总督拒绝会见谢赫·阿卜杜拉。任务失败了。伊夫提哈鲁丁很沮丧，他的结论是，“克什米尔对我们失去了信心。”
伊夫蒂哈尔丁是议会中唯一反对“目标决议”的穆斯林成员，因为他认为该决议含糊不清。他还建议，这样一项决议应由巴基斯坦7000万人民作出决定。该决议也遭到少数民族领导人普瑞·哈利、钱德拉·曼达和库马尔·杜塔的反对。然而，他选择投票赞成该决议，因为他得到保证，在一个伊斯兰国家中，少数民族将享有所有权利和特权。
1949年，他提出在旁遮普省搞激进土地改革的想法。但是，这引起了地主封建领导阶层的强烈反对。他对此感到失望。在1951年离开了巴基斯坦穆斯林联盟，转而加入了巴基斯坦自由党。
他的《巴基斯坦时报》继续宣传社会正义以及巴基斯坦的土地改革。虽然后来被政府接管，但它仍吸引了许多著名的左派人士。
1962年，伊夫蒂哈尔丁因为心脏病发作去世。